# Béhéricourt
Béhéricourt – miejscowość i gmina we Francji, w regionie Hauts-de-France, w departamencie Oise.
Według danych na rok 1990 gminę zamieszkiwały 192 osoby, a gęstość zaludnienia wynosiła 36 osób/km² (wśród 2293 gmin Pikardii Béhéricourt plasuje się na 805. miejscu pod względem liczby ludności, natomiast pod względem powierzchni na miejscu 842.).